# Кущ, Олег Аркадьевич
Оле́г Арка́дьевич Кущ (2 августа 1938, Ленинградская, Краснодарский край, СССР — 30 мая 2002) — советский футболист, вратарь. Мастер спорта СССР.

## Карьера
Футболом занимался с 10 лет, выступал за детские, юношеские и потом за взрослые любительские команды Краснодарского края. В 1962 году стал играть на уровне команды мастеров за «Кубань», называвшуюся в том году «Спартаком», и в своём первом сезоне стал победителем Класса «Б» СССР и чемпионом РСФСР, получив звание мастера спорта.
В составе «Кубани» затем провёл всю карьеру в командах мастеров, играл вплоть до 1972 года, приняв за это время участие в 334 матчах первенства и пропустив в них 225 голов, а также сыграв в 10 встречах и пропустив 8 мячей в Кубке СССР. Кроме того, в 1960-х годах неоднократно выступал за сборную РСФСР.

## После карьеры
После завершения карьеры футболиста команды мастеров продолжил играть на любительском уровне за ветеранские коллективы, неоднократно становился чемпионом СССР среди ветеранов. Кроме того, работал детским тренером в краснодарской СДЮСШОР-5.

## Достижения
- Победитель Класса «Б» СССР: 1962
- Чемпион РСФСР: 1962